# 1221

## Esdeveniments
- Fundació de Nijni Nóvgorod, a Rússia.[1]
- Genguis Kan continua la seva expansió per terres índies.[2]
- Inici de la construcció de la Catedral de Santa Maria de Burgos.[3]
- Matrimoni de Jaume el Conqueridor amb Elionor de Castella i d'Anglaterra.[4]

## Naixements
- 23 de Novembre - Toledo, Espanya: Alfons X el Savi, Rei de Castella i Lleó (1252-1284), (m. Sevilla, Espanya 1284).